# MMP7
MMP7 (англ. Matrix metallopeptidase 7) – білок, який кодується однойменним геном, розташованим у людей на короткому плечі 11-ї хромосоми. Довжина поліпептидного ланцюга білка становить 267 амінокислот, а молекулярна маса — 29 677.
| 10         |  | 20         |  | 30         |  | 40         |  | 50         |
| ---------- |  | ---------- |  | ---------- |  | ---------- |  | ---------- |
| MRLTVLCAVC |  | LLPGSLALPL |  | PQEAGGMSEL |  | QWEQAQDYLK |  | RFYLYDSETK |
| NANSLEAKLK |  | EMQKFFGLPI |  | TGMLNSRVIE |  | IMQKPRCGVP |  | DVAEYSLFPN |
| SPKWTSKVVT |  | YRIVSYTRDL |  | PHITVDRLVS |  | KALNMWGKEI |  | PLHFRKVVWG |
| TADIMIGFAR |  | GAHGDSYPFD |  | GPGNTLAHAF |  | APGTGLGGDA |  | HFDEDERWTD |
| GSSLGINFLY |  | AATHELGHSL |  | GMGHSSDPNA |  | VMYPTYGNGD |  | PQNFKLSQDD |
| IKGIQKLYGK |  | RSNSRKK    |  |            |  |            |  |            |

A: Аланін

C: Цистеїн

D: Аспарагінова кислота

E: Глутамінова кислота

F: Фенілаланін

G: Гліцин

H: Гістидин

I: Ізолейцин

K: Лізин

L: Лейцин

M: Метіонін

N: Аспарагін

P: Пролін

Q: Глутамін

R: Аргінін

S: Серин

T: Треонін

V: Валін

W: Триптофан

Кодований геном білок за функціями належить до гідролаз, протеаз, металопротеаз. 
Білок має сайт для зв'язування з іонами металів, іоном цинку, іоном кальцію. 
Локалізований у позаклітинному матриксі.
Також секретований назовні.